# 2013년 이집트 쿠데타

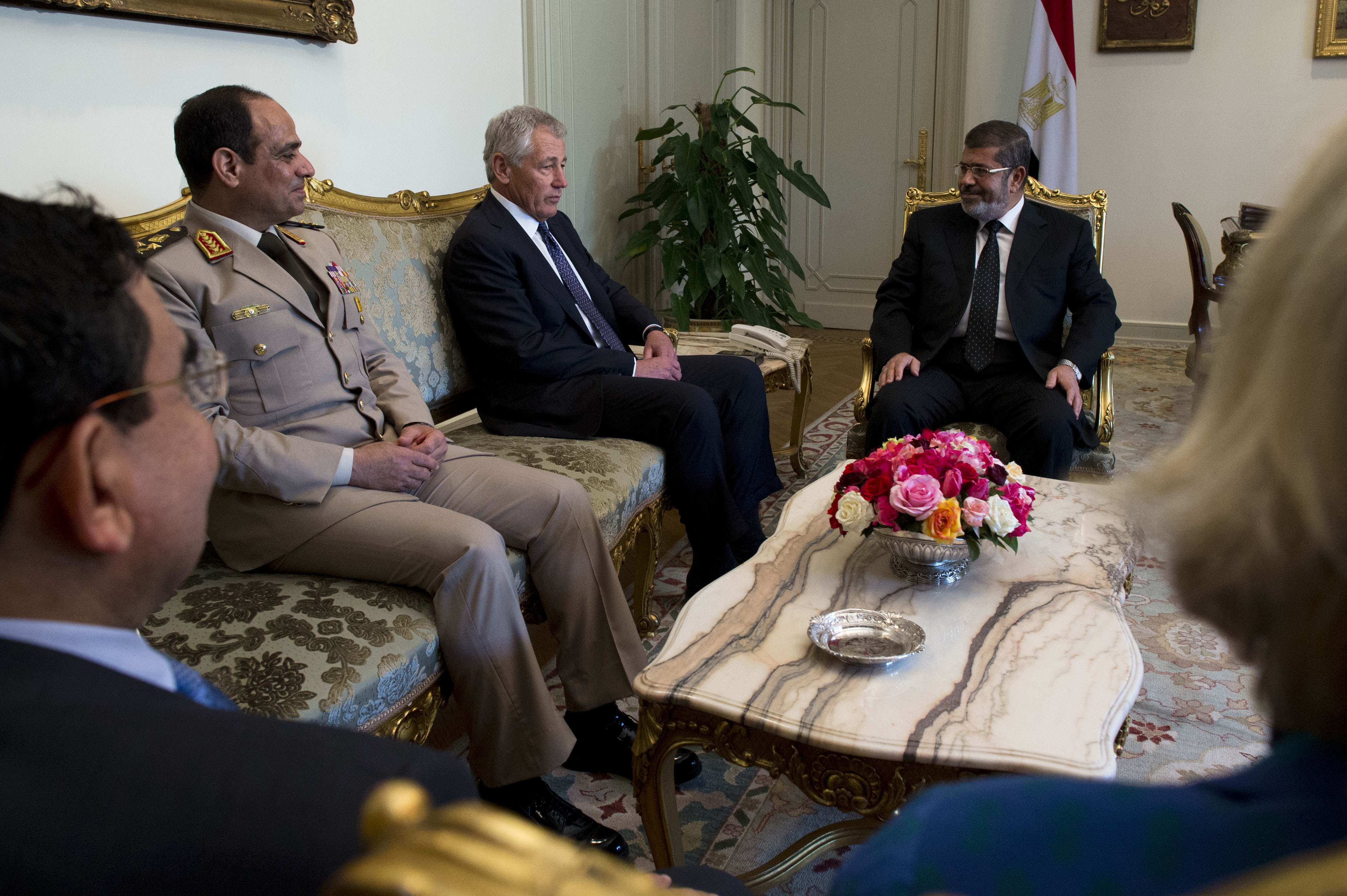

2013년 이집트 쿠데타는 2013년 7월 3일에 발생한 사건이다. 당시 국방장관이었던 압둘 파타 칼리 알-시시 장군이 쿠데타를 일으켜 민주적으로 선출된 이집트 대통령 무함마드 모르시를 축출하고 2012년 이집트 헌법의 효력 정지를 선언했다. 이 사건은 전국적인 시위 도중 시위대와 타협점을 찾으라는 군의 최후통첩 이후 일어났다. 알-시시는 최고헌법재판소장 아들리 만수르가 이집트 임시 대통령임을 선언했으며 모르시는 가택 연금에 처해졌고 무슬림 형제단은 체포됐다. 사건 직후 쿠데타 지지파와 반대파간의 집회와 충돌들이 벌어졌다.
국제사회는 쿠데타에 대해 엇갈리는 반응들을 보였다. 군의 쿠데타를 강하게 비판한 카타르와 튀니지를 제외하면 대부분의 아랍 지도자들은 쿠데타에 대해 중립적이거나 호의적인 입장을 표명했다. 미국은 쿠데타라고 표현하는 것을 자제했다. 다른 국가들은 모르시의 축출을 강하게 비판하거나 우려를 표했다. 아프리카 연합은 회원국의 헌법 효력 정지에 관한 규율에 의거해 이집트의 회원국 자격을 정지했다. 또한 쿠데타 이후 이 사건을 이름 붙이는 것에 관해 언론계에서 논쟁이 일어났다. 몇몇 외신들은 이 사건을 쿠데타, 또는 혁명으로 지칭했다. 이집트 언론과 대중들은 혁명이라고 지칭하는 것을 선호했다.
계속된 친모르시 집회들은 8월 14일 강제로 해산되고 카이로에서는 정부에 의한 학살이 일어났다. 혼란속에서 기자들과 시위대 수백명이 죽임을 당했다. 무슬림 형제단은 사망자가 2600명이라고 주장했다. 휴먼라이츠워치는 사망자수를 904명으로 추산했으며 이 사건을 "현대에 일어난 세계에서 하루에 가장 많은 시위대가 학살된 사건중 하나"라고 강하게 비판했다. 이집트 정부에서 발표한 공식적인 사망자수는 624명이다.

## 배경
2011년 2월에 호스니 무브라크 대통령은 18일간의 대규모 집회가 벌어진 이후 사임해 29년간의 재임기간에 끝을 맺었다. 2011년 7월에 이집트 과도정부는 선거법을 승인했다. 이후 2011년 12월부터 2012년 1월까지 의회 대표들과 2012년 1월부터 3월까지 자문위원회의 위원들을 선거로 선출했다. 자유와 정의당이 가장 많은 의석을 차지했다. 자문위원회 인원 25%는 대통령이 추가적으로 지명할 예정이었다. 2012년 6월에 모르시는 51.73%의 득표율로 이집트의 민주주의적으로 선출된 첫 대통령이 되었다. 당선 확정 전에 최고헌법재판소는 선거법이 위헌이라고 판정했고 당선된 인원들의 해산을 명했다. 당선후 모르시는 자문위원회에 35개 정당의 인원을 추가적으로 지명하고 총선과 자문위원회 선거에서 당선된 인원들을 초대해 최고헌법재판소의 판정에 대해 의논했다.
의회는 최고헌법재판소가 선출된 의회를 해산할 권리가 없다고 판단하였고 최고헌법재판소의 결정에 대한 심사를 파기법원에 맡겼다. 선출된 의뢰는 어떤 법도 통과시킬수 없었지만 자문위원회는 여전히 제안된 대통령 칙령에 자문을 하였다. 또한 의회는 이집트 헌법에 대한 개정안을 만들기 위해 최고헌법재판소가 해산시킨 2012년 3월에 설립된 헌법 위원회를 대체하는 새로운 헌법 위원회를 만들었다. 제시된 개정안은 2012년 12월에 국민투표를 통해 받아들여졌다. 새 선거는 최고헌법재판소가 허가한 개정안에 의거해 2013년 4월에 예정되었지만 10월로 연기되었다.
2012년 11월에 모르시의 헌법 개정 선언에 반대하는 집회 이후 워싱턴 포스트에 따르면 무함마드 엘바라데이, 아크르 무사, 함딘 사바히 등 모르시 반대파 정치인들이 모르시를 제거하기 위해 군지도자들과 비밀 회동을 가지기 시작했다고 한다.
2013년 4월 28일에 서명을 모아 모르시를 6월 30일까지 축출하겠다는 목표를 가진 타마로드 운동이 개시됐다. 그들은 카이로의 대통령궁 앞에서 평화적 집회를 하였다. 이 운동은 몇몇 당들이 지지했다.
2013년 5월에 퓨 리서치 센터에서 발표한 여론 조사에 따르면 54%의 이집트인이 모르시를 지지하고 43%가 모르시를 반대했다. 30%의 사람들만이 나라 정책 방향성에 긍정적이었지만 73%는 이집트군을 지지했다. 하지만 반모르시 집회들이 행해진 이후 갤럽인터내셔널의 여론조사에 따르면 2012년 11월에 57%에 달했던 모르시 정부의 지지율이 2013년 6월에는 24%로 급감했다. 거의 3분의 1의 이집트인들이 자신들은 고통받고 있다고 생각하고 있었다.
2013년 6월 15일의 회담에서 모르시는 이집트군의 시리아 개입에 대해 발언했다. 국제위기그룹의 분석가인 야세르-엘-시미는 이 발언을 "이집트 국가 안보의 넘어서는 안되는 선을 넘었다"라고 평가했다. 다음날 이집트군은 모르시 대통령의 발언에 즉각 반발했으며 군의 의무는 오로지 이집트의 국경을 지키는 것이라고 하였다. 이집트 헌법은 대통령을 명목상 군대의 최고통수권자라고 명시하고 있었지만 이집트군은 민간통제에서 벗어나 있었다.
모르시 대통령의 취임 1주년이 다가오자 친모르시파인 정당성 지지 국가연합과 모르시 지지자들은 전국적 집회를 시행하였고 그중 가장 큰 집회는 6월 30일에 예정되있었다.

## 사건
2013년 6월 30일 무함마드 모르시 이집트 대통령 취임 1주년 기념일에 이집트 전역의 수많은 시위자들은 거리를 점령했고 즉각적 퇴진을 요구했는데 이는 정치적, 경제적 이슈들에 의한 것이었다. 이런 평화적 시위는 다섯 명의 반 모르시 시위자들이 사망할 때 폭력적으로 변했다. 동시에 모르시 지지자들이 집회를 가졌다. 그 이후 시위자들은 대부분 반 모르시 세력들이었으나 드문드문 친 모르시 시위자들도 있었다.
7월 1일, 다시 100만 명이 넘는 시위자들이 대통령궁 밖과 타흐리르 광장에 모였고, 다른 시위들은 알렉산드리아, 포트 사이드, 수에즈 도시에서 열렸다. 제복을 입은 일부 경찰관들이 반 모르시 시위에 참가해 "경찰과 국민은 하나"라고 외쳤다. 모 카탐의 무슬림 형제단 본부와의 충돌로 8 명이 사망했다. 시위대는 창문에 물건을 던져 건물을 부수고 본부를 샅샅이 뒤져 사무용품과 서류를 태웠다. 타마로드는 7월 2일 17:00에 모하메드 모르시 (Mohamed Morsi) 대통령에게 사임하거나 시민 불복종 운동에 순응하라고했다. 그 뒤를 이집트 군이 7월 3일까지 이집트 정당에 이집트인들의 요구를 충족시키기 위해 48 시간 동안 최후 통첩을 했다.
현지시간으로 7월 3일 밤, 이집트 군부는 모르시의 정당성이 끝났음을 선언하며 이집트 헌법의 효력이 중지되고 아들리 만수르가 차기 선거 때까지 임시 대통령의 역할을 할 것임을 선언했다.